# Саймак, Клиффорд Дональд
Кли́ффорд До́нальд Са́ймак (англ. Clifford Donald Simak, правильное произношение фамилии: Си́мак; 3 августа 1904 года, Милвилл, Висконсин, США — 25 апреля 1988 года, Миннеаполис, Миннесота, США) — американский писатель в жанре научной фантастики и фэнтези, журналист, считается одним из основателей современной американской фантастики.
В честь писателя назван астероид (228883) Cliffsimak.

## Произношение фамилии
В силу распространённого заблуждения, книги этого автора в переводе на русский язык неизменно издавались под именем Саймак — именно под этим «псевдонимом» он известен русскоязычным читателям. Впрочем, заблуждение советских переводчиков до определённого времени разделяли и американцы, например Айзек Азимов, писавший в предисловии к одному из рассказов Саймака:

Мне не доводилось ни произносить, ни слышать его фамилии, произнесённой вслух. (Когда мы всё же встретились, я назвал его Клифф). В результате, по какой-то причине, я полагал, что «i» в его фамилии — долгая, и всегда считал, что он САЙмак. В действительности же «i» краткая, а он — СИМак. Возможно, это покажется мелочью, но меня всегда раздражало, когда кто-то коверкал мою фамилию, и мне следует быть в равной степени аккуратным с чужими.
Оригинальный текст (англ.)I never had occasion to use or hear his last name expressed in sound. (Even when we did meet I called him Cliff.) The result is that, for some reason, I assumed the «i» in his last name was long and thought of him always as SIGH-mak. Actually, the «i» is short and it is SIM-ak. It may seem a small thing but I am always irritated when anyone mispronounces my name and I should be equally careful of others' names.
— Айзек Азимов

## Биография
Клиффорд Дональд Симак родился 3 августа 1904 года в городе  Милвилле (штат Висконсин) в семье Джона Льюиса Симака и Маргарет Симак (урождённой Уайзмен, англ. Wiseman). Дед по отцовской линии был выходцем из Богемии по фамилии Шимак (чеш. Šimák).
13 апреля 1929 года женился на Агнес Каченберг; у них родилось двое детей — Ричард Скотт и Шелли Эллен.
Изучал журналистику в Университете штата Висконсин в Мадисоне.
Работал в различных газетах, пока не подписал контракт с «Minneapolis Star and Tribune», где проработал с 1939 года вплоть до ухода на пенсию в 1976 году. Здесь с начала 1949 года он исполнял обязанности редактора отдела новостей газеты «Minneapolis Star»; а с начала 1961 года — координатора научно-популярной серии «Minneapolis Tribune».
Первым в журналы в начале 1931 года был послан рассказ «Кубы Ганимеда». Он был принят к публикации в журнале «Amazing Stories», но она не состоялась; и по требованию автора в 1935 году ему вернули потрёпанную рукопись рассказа с формулировкой «устаревший». Симак посчитал это абсурдом, но отметил типичную для своих ранних вещей слабость. «Кубы Ганимеда» так никогда и не были опубликованы.
Дебютировал писатель в том же 1931 году, в декабрьском выпуске журнала «Wonder Stories», с рассказом «Мир красного солнца».
Оставил писательскую деятельность в 1933 году. Единственной опубликованной научно-фантастической работой за четыре последовавших с дебюта года стал рассказ «Создатель» (1935), представлявший собой историю с религиозным подтекстом, что было редкостью для научно-фантастического жанра того времени. Это был один из первых в мировой НФ рациональных вариантов объяснения сотворения Вселенной демиургом.
В ранний период творчества Симак также писал рассказы о войне и вестерны.
В конце 1930-х годов он возобновил сотрудничество с Джоном Кэмпбеллом, редактором журнала «Astounding Science Fiction». Вскоре Симак стал одним из ведущих авторов «Золотого века научной фантастики» (1938—1950). Его первые работы в это время (такие как «Космические инженеры» (1939)) были написаны в традициях «твёрдой» научной фантастики, но потом Симак создал свой собственный стиль, который часто называют «мягким» и «пасторальным». Он воспевал тему мирного контакта с «братьями по разуму» и духовной общности различных цивилизаций во Вселенной. Типичных пришельцев Симака можно было с большей вероятностью представить сидящими с пивом где-нибудь в сельском Висконсине, нежели завоёвывающими Землю. Его творчество было проникнуто идеей «Галактической Школы», куда человечество вступает на положении «первоклассника»; и на дальнейшие перспективы развития человеческой цивилизации автор смотрел в целом оптимистично. Во многих произведениях автор обращался к темам параллельного мира (например, в романах «Город», «Кольцо вокруг Солнца», «Исчадия разума»), путешествий во времени (в романах «Что может быть проще времени?», «Мастодония», «Магистраль вечности», повести «Кто там, в толще скал?»), продления человеческой жизни и бессмертия (роман «Зачем их звать обратно с небес?», рассказы «Утраченная вечность», «Второе детство»), разумных растений (роман «Вся плоть — трава», рассказы «Страшилища», «Зелёный мальчик-с-пальчик», «Когда в доме одиноко»).
В 1952 году вышел знаменитый роман «Город», являющийся по сути сборником связанных между собой рассказов-«преданий», в котором автор на время изменил своему ставшему уже привычным стилю. С «Города», получившего Международную премию в жанре «фэнтези», фактически началась мировая известность Симака.
В 1960-е годы Симак в основном писал романы, но в 1970-е, из-за ухудшения состояния здоровья, он вновь вернулся к рассказам и коротким повестям. С помощью друга он продолжал писать и издавать научно-фантастические произведения, а затем и фэнтези, и в 1980-е годы.
Клиффорд Симак занимался писательским трудом на протяжении пятидесяти пяти лет. За это время им было написано 28 романов и 127 повестей и рассказов.
Американская ассоциация писателей-фантастов в 1976 году присвоила Симаку титул «The Grand Masters of awards Nebula».
Клиффорд Дональд Симак скончался 25 апреля 1988 года, на 84-м году жизни, в городе Миннеаполисе (штат Миннесота).

### Издания на русском языке
В переводах на русский язык публиковался с 1957 года. Многократно издавался, в том числе, в известной книжной серии «Зарубежная фантастика» московского издательства «Мир».  Авторские книги писателя, изданные в этой серии:
- «Прелесть». Сборник. — 1967
- «Всё живое…».  НФ роман.  Пер. с англ. Норы Галь — 1968, 304 с., суперобложка
- «Заповедник гоблинов». Сб. — 1972, 320 с.
- «Миры Клиффорда Саймака». Сб. — 1978
- «Кольцо вокруг Солнца». Сб. — 1982

В 1993—1995 годах издательство «Полярис» (Рига, Латвия) в серии «Миры Клиффорда Саймака» выпустило «полное собрание фантастических произведений» писателя в 18 томах. 

Содержание каждого тома
- Книга 1.

```
Игрушка судьбы (1971, роман, перевод А. Козловского), Снова и снова (1950, роман, перевод Н. Сосновской). 
```

- Книга 2.

```
Проект «Ватикан» (1981, роман, перевод Н. Сосновской), Кольцо вокруг Солнца (1953, роман, перевод А. Григорьева).
```

- Книга 3.

```
Вся плоть — трава (1965, роман, перевод Н. Галь), Почти как люди (1962, роман, перевод С. Васильевой). 
```

- Книга 4.

```
Заповедник гоблинов (1968, роман, перевод И. Гуровой), Исчадия разума (1970, роман, перевод О. Битова).
```

- Книга 5.

```
Принцип оборотня (1967, роман, перевод Г. Тёмкина, А. Шарова), Могильник (1973, роман, перевод К. Королёва).
```

- Книга 6.

```
Мастодония (1978, роман, перевод К. Кафиевой), Паломничество в волшебство (1975, роман, перевод К. Королёва).
```

- Книга 7.

```
В логове Нечисти (1982, роман, перевод А. Иорданского), Планета Шекспира (1976, роман, перевод О. Битова).
```

- Книга 8.

```
Пришельцы (1979, роман, перевод Г. Швейника), Наследие звёзд (1977, роман, перевод М. Гитт, А. Шарова).
```

- Книга 9.

```
Дети наших детей (1973, роман, перевод К. Королёва), Братство Талисмана (1978, роман, перевод К. Королёва).
```

- Книга 10.

```
Что может быть проще времени (1961, роман, перевод Г. Тёмкина), Пересадочная станция (1963, роман, перевод А. Корженевского).
```

- Книга 11.

```
Выбор богов (1971, роман, перевод Е. Воронько), Зловещий кратер Тихо (1960, повесть, перевод Н. Михайлова), Мираж (1950, рассказ, перевод О. Битова), Сосед (1954, рассказ, перевод О. Битова), Кто там, в толще скал? (1970, повесть, перевод О. Битова).
```

- Книга 12.

```
Живи, высочайшей милостью… (1982, роман, перевод А.В. Александровой), Магистраль Вечности (1986, роман, перевод О. Битова).
```

- Книга 13.

```
Империя
 (1951): К. Саймак. Империя (роман, перевод И. Васильевой), Д. Уиксон. Предисловие к итальянскому изданию «Империи» (перевод И. Васильевой). 
Город
 (1952): Предисловие автора (перевод И. Васильевой), Город (роман, перевод Л. Жданова), Комментарий автора (перевод И. Васильевой), Эпилог (перевод И. Васильевой).
```

- Книга 14.

```
Незнакомцы во Вселенной
 (авторский сборник; 1956): Изгородь (рассказ, перевод В. Баканова), Истина (рассказ, перевод К. Королёва), Поколение, достигшее цели (рассказ, перевод А. Иорданского), Плацдарм (рассказ, перевод А. Корженевского), Подарок (рассказ, перевод З. Бобырь), Эволюция наоборот (рассказ, перевод О. Битова). 
Все ловушки Земли
 (авторский сборник; 1962): Воспителлы (рассказ, перевод Е. Вансловой), Поведай мне свои печали (рассказ, перевод О. Битова), Упасть замертво (рассказ, перевод В. Романова), Торговля в рассрочку (повесть, перевод И. Гуровой), Спокойной ночи, мистер Джеймс (рассказ, перевод А. Горбунова), Специфика службы (рассказ, перевод Л. Жданова), Проект «Мастодонт» (рассказ, перевод С. Трофимова), Все ловушки Земли (рассказ, перевод С. Васильевой), Без своей жизни (повесть, перевод П. Кириллова).
```

- Книга 15.

```
Необъятный двор
 (авторский сборник; 1961): Необъятный двор (повесть, перевод А. Ставиской), Достойный противник (рассказ, перевод О. Битова), Операция «Вонючка» (рассказ, перевод Н. Евдокимовой), Зеленый мальчик с пальчик (рассказ, перевод Н. Колпакова), На Землю за вдохновением (рассказ, перевод И. Почиталина). 
Бесконечные миры
 (авторский сборник; 1964): Ван Гог космоса (рассказ, перевод С. Васильевой), Бесконечные миры (повесть, перевод И. Васильевой), Круг замкнулся (повесть, перевод Б. Клюевой). 
Сила воображения
 (авторский сборник; 1968): Золотые жуки (повесть, перевод А. Новикова), Сила воображения (рассказ, перевод О. Битова), Коллекционер (рассказ, перевод А. Корженевского), Галактический фонд призрения (рассказ, перевод О. Битова). 
```

- Книга 16.

```
Утраченная вечность
 (рассказы из разных сборников): Марсианин (рассказ, перевод К. Королёва), Страшилища (рассказ, перевод К. Королёва), Утраченная вечность (рассказ, перевод О. Битова), Смерть в доме (рассказ, перевод С. Васильевой), Дурной пример (рассказ, перевод С. Васильевой), Свалка (рассказ, перевод О. Битова). 
Игра в цивилизацию
 (рассказы из разных сборников): День перемирия (рассказ, перевод И. Почиталина), Через речку, через лес (рассказ, перевод Л. Жданова), Мир, которого не может быть (рассказ, перевод И. Можейко), Денежное дерево (рассказ, перевод И. Можейко), Фактор ограничения (рассказ, перевод Н. Евдокимовой), Игра в цивилизацию (рассказ, перевод Т. Гинзбург), Однажды на Меркурии (рассказ, перевод Н. Рахмановой). 
Мир «теней»
 (рассказы из разных сборников): Мир «теней» (рассказ, перевод К. Кузнецова), Ведро алмазов (рассказ, перевод С. Барсова), Земля осенняя (рассказ, перевод К. Королёва), Строительная площадка (рассказ, перевод К. Королёва), Грот танцующих оленей (рассказ, перевод А. Корженевского), Призрак модели «Т» (рассказ, перевод О. Битова).
```

- Книга 17.

```
Интервью с Клиффордом Саймаком
 (1980, перевод Д. Смушковича). 
Мир красного солнца
 (сборник рассказов разных лет): Мир красного солнца (рассказ, перевод В. Альтштейнера), Наблюдатель (рассказ, перевод А. Гвоздиевского), Прелесть (рассказ, перевод Д. Жукова), Куш (рассказ, перевод Д. Жукова), Отец-основатель (рассказ, перевод Л. Жданова), Театр теней (рассказ, перевод С. Васильевой). 
Дом обновлённых
 (сборник рассказов разных лет): Разведка (рассказ, перевод Н. Галь), Детский сад (рассказ, перевод Д. Жукова), Пыльная зебра (рассказ, перевод Д. Жукова), Сделай сам (рассказ, перевод Д. Жукова), Дурак в поход собрался (рассказ, перевод Д. Жукова), Дом обновлённых (рассказ, перевод Н. Галь). 
```

- Книга 18.

```
Космические инженеры (1939, роман, перевод И. Васильевой, А. Волнова), Зачем звать их обратно с небес? (1967, роман, перевод А. Левкина), Последний джентльмен (1960, рассказ, перевод И. Найденкова), Кимон (1954, рассказ, перевод Д. Жукова).
```

В 2004—2006 годах российские издательства «Эксмо» (Москва), «Домино» (Санкт-Петербург) совместно выпустили собрание сочинений Саймака (в 10 т.) в серии «Отцы-основатели: Весь Саймак» .

Содержание каждого тома
- 1. Пересадочная станция, сборник романов, 2004 год:

```
Что может быть проще времени? (роман, перевод Г. Тёмкина), Город (роман, перевод Л. Жданова, И. Васильевой), Пересадочная станция (роман, перевод А. Корженевского), Снова и снова (роман, перевод Н. Сосновской).
```

- 2. Почти как люди, сборник романов, 2004 год:

```
Кольцо вокруг Солнца (роман, перевод А. Григорьева), Вся плоть — трава (роман, перевод Н. Галь), Почти как люди (роман, перевод С. Васильевой), Принцип оборотня (роман, перевод Г. Тёмкина, А. Шарова), Пришельцы (роман, перевод Г. Швейника). 
```

- 3. Игрушка судьбы, сборник романов, 2004 год:

```
Могильник (роман, перевод К. Королёва), Игрушка судьбы (роман, перевод А. Козловского), Планета Шекспира (роман, перевод О. Битова), Проект «Ватикан» (роман, перевод Н. Сосновской).
```

- 4. Заповедник гоблинов, сборник романов, 2005 год:

```
Заповедник гоблинов (роман, перевод И. Гуровой), Паломничество в волшебство (роман, перевод К. Королёва), Братство талисмана (роман, перевод К. Королёва), В логове нечисти (роман, перевод А. Иорданского).
```

- 5. Исчадия разума, сборник романов, 2005 год:

```
Исчадия разума (роман, перевод О. Битова), Мастодония (роман, перевод К. Кафиевой), Живи высочайшей милостью (роман, перевод А.В. Александровой), Магистраль Вечности (роман, перевод О. Битова). 
```

- 6. Звездное наследие, сборник романов, 2005 год:

```
Дети наших детей (роман, перевод К. Королёва), Зачем звать их обратно с небес? (роман, перевод А. Левкина), Выбор богов (роман, перевод Е. Воронько), Звездное наследие (роман, перевод М. Гитт, А. Шарова), Космические инженеры (роман, перевод И. Васильевой, А. Волнова), Империя (роман, перевод И. Васильевой).
```

- 7. Игра в цивилизацию, 2005 год. Повести и рассказы 1956-1960 гг.:

```
Бесконечные миры (повесть, перевод И. Васильевой), Упасть замертво (повесть, перевод В. Романова), Достойный противник (рассказ, перевод О. Битова), Сила воображения (рассказ, перевод О. Битова), Галактический фонд призрения (рассказ, перевод О. Битова), Куш (рассказ, перевод Д. Жукова), Операция «Вонючка» (рассказ, перевод Н. Евдокимовой), Отец-основатель (рассказ, перевод Л. Жданова), Прелесть (рассказ, перевод Д. Жукова), Мир теней (рассказ, перевод К. Кузнецова), Место смерти (рассказ, перевод В. Гольдича, И. Оганесовой), Точная копия (рассказ, перевод В. Гольдича, И. Оганесовой), Мир, которого не может быть (рассказ, перевод И. Можейко), Коллекционер (рассказ, перевод А. Корженевского), Воспителлы (рассказ, перевод Е. Вансловой), Денежное дерево (рассказ, перевод И. Можейко), Необъятный двор (повесть, перевод А. Ставиской), Игра в цивилизацию (рассказ, перевод Т. Гинзбург), Торговля в рассрочку (повесть, перевод И. Гуровой), Без своей жизни (повесть, перевод П. Кириллова), Когда в доме одиноко (рассказ, перевод С. Васильевой), Последний джентльмен (рассказ, перевод О. Битова), Поведай мне свои печали... (рассказ, перевод О. Битова). 
```

- 8. Театр теней, 2005 год. Повести и рассказы 1949-1955 гг.:

```
Утраченная вечность (рассказ, перевод О. Битова), Фактор ограничения (рассказ, перевод Н. Евдокимовой), Мираж (рассказ, перевод О. Битова), Разведка (рассказ, перевод Н. Галь), Второе детство (рассказ, перевод Т. Гордеевой), Спокойной ночи, мистер Джеймс (рассказ, перевод А. Горбунова), Ветер чужого мира (рассказ, перевод А. Корженевского), Учтивость (рассказ, перевод А. Филонова), Изгородь (рассказ, перевод В. Баканова), Истина (рассказ, перевод К. Королёва), Эволюция наоборот (рассказ, перевод О. Битова), Свалка (рассказ, перевод О. Битова), Детский сад (рассказ, перевод Д. Жукова), Поколение, достигшее цели (рассказ, перевод А. Иорданского), Беспокойство (рассказ, перевод В. Мидянина), Театр теней (рассказ, перевод С. Васильевой), Подарок (рассказ, перевод З. Бобырь), Кимон (повесть, перевод Д. Жукова), Сосед (рассказ, перевод О. Битова), Зеленый мальчик с пальчик (рассказ, перевод Н. Колпакова), Пыльная зебра (рассказ, перевод Д. Жукова), Дурак в поход собрался (рассказ, перевод Д. Жукова), Сделай сам (рассказ, перевод Д. Жукова), Проект «Мастодонт» (рассказ, перевод С. Трофимова), Круг замкнулся (повесть, перевод Б. Клюевой), Ван Гог космоса (рассказ, перевод С. Васильевой). 
```

- 9. Грот танцующих оленей, 2005 год. Повести и рассказы 1960-1981 гг.:

```
Все ловушки Земли (рассказ, перевод С. Васильевой), Крохоборы (рассказ, перевод А. Филонова), Специфика службы (рассказ, перевод Л. Жданова), Золотые жуки (повесть, перевод А. Новикова), Зловещий кратер Тихо (повесть, перевод Н. Михайлова), Убийственная панацея (рассказ, перевод А. Филонова), Дурной пример (рассказ, перевод С. Васильевой), Чудесное избавление (рассказ, перевод И. Тетериной), День перемирия (рассказ, перевод И. Почиталина), Врачеватель вселенной (рассказ, перевод И. Тетериной), Дом обновленных (рассказ, перевод Н. Галь), Через речку, через лес (рассказ, перевод Л. Жданова), Мелкая дичь (рассказ, перевод В. Гольдича, И. Оганесовой), Ведро алмазов (рассказ, перевод С. Барсова), Я весь внутри плачу (рассказ, перевод А. Корженевского), Кто там, в толще скал? (повесть, перевод О. Битова), Земля осенняя (рассказ, перевод К. Королёва), Наблюдатель (рассказ, перевод А. Гвоздиевского), Мы просто ходим по улицам (рассказ, перевод А. Корженевского), Строительная площадка (рассказ, перевод К. Королёва), Унивак-2200 (рассказ, перевод Н. Аллунан), Цилиндр (рассказ, перевод А. Филонова), Фото битвы при Марафоне (повесть, перевод А. Филонова), Призрак модели «Т» (рассказ, перевод О. Битова), Пенсионер (рассказ, перевод В. Мидянина), Целительный яд (рассказ, перевод И. Тетериной), Дом на берегу (повесть, перевод О. Битова), Брат (рассказ, перевод А. Филонова), Новый вид связи (рассказ, перевод В. Гольдича, И. Оганесовой), Грот танцующих оленей (рассказ, перевод А. Корженевского), Поющий колодец (рассказ, перевод А. Филонова), Прикуси язык! (рассказ, перевод Н. Аллунан). 
```

- 10. Мир красного солнца, 2006 год. Повести и рассказы 1931-1944 гг. и 3 поздних рассказа, не вошедших в предыдущие тома. Из всех рассказов данного тома лишь 7 ранее были опубликованы на русском языке:

```
Мир красного солнца (рассказ, перевод В. Альтштейнера), Голос в пустоте (рассказ, перевод В. Ковальчук), Мятеж на Меркурии (рассказ, перевод И. Тетериной), Нечисть из космоса (рассказ, перевод И. Тетериной), Золотой астероид (рассказ, перевод Е. Бутенко), Создатель (рассказ, перевод В. Ковальчук), Правило 18 (рассказ, перевод А. Филонова), Голодная смерть (рассказ, перевод Е. Монаховой), Примирение на Ганимеде (рассказ, перевод А. Кузнецовой), Эпоха сокровищ (рассказ, перевод А.Ю. Орлова), Марсианин (рассказ, перевод К. Королёва), Марсианский отшельник (рассказ, перевод А. Кузнецовой), Космические твари (рассказ, перевод В. Ковальчук), На краю бездны (рассказ, перевод А. Евстигнеева), Ошибка (рассказ, перевод И. Иванова), Большая уборка на Солнце (рассказ, перевод А. Филонова), Однажды на Меркурии (рассказ, перевод Н. Рахмановой), На Землю за вдохновением (рассказ, перевод И. Почиталина), Кораблик в бутылке (рассказ, перевод И. Иванова), Улица, которой не было (рассказ, перевод С. Зубкова), Инструменты (рассказ, перевод В. Яковлевой), Тень жизни (рассказ, перевод Е. Монаховой), Наитие (рассказ, перевод А. Кузнецовой), Проникновение (рассказ, перевод И. Тетериной), Послание с Марса (рассказ, перевод И. Иванова), Страшилища (рассказ, перевод К. Королёва), Лобби (рассказ, перевод И. Шефановской), Мистер Мик — мушкетер (рассказ, перевод А.Ю. Орлова), Мистер Мик играет в поло (рассказ, перевод А.Ю. Орлова), Девять жизней (рассказ, перевод И. Тетериной), Испытание Фостера Адамса (рассказ, перевод В. Ковальчук), Зов извне (рассказ, перевод Е. Монаховой).
```

## Премии
| Год  | Премия                                               | Номинация                                |
| ---- | ---------------------------------------------------- | ---------------------------------------- |
| 1953 | Международная премия по фантастике                   | Лучшая фантастическая книга — «Город»    |
| 1959 | Премия Хьюго                                         | Лучшая повесть — «Необъятный двор»       |
| 1964 | Премия Хьюго                                         | Лучший роман — «Пересадочная станция»    |
| 1967 | Премия Академии науки Миннесоты                      | Выдающийся вклад в науку                 |
| 1973 | Премия зала славы первого фэндома                    |                                          |
| 1976 | Мемориальная премия Гранд-Мастер имени Дэймона Найта |                                          |
| 1978 | Премия «Юпитер»                                      | Лучший роман — «Наследие звёзд»          |
| 1981 | Премия Хьюго                                         | Лучший рассказ — «Грот танцующих оленей» |
| 1981 | Премия «Небьюла»                                     | Лучший рассказ — «Грот танцующих оленей» |
| 1981 | Премия Локус                                         | Лучший рассказ — «Грот танцующих оленей» |
| 1988 | Премия Брэма Стокера                                 | За достижения жизни                      |

## Экранизации
- 1962 — сериал «Out of This World» (Великобритания)
  - эпизод «Immigrant» (8 сентября 1962 г.) — по одноимённой повести (1954)
  - эпизод «Target Generation» (15 сентября 1962 г.) — по одноимённому рассказу (1953)
- 1964 — сериал «За гранью возможного» (США)
  - эпизод «The Duplicate Man» (19 декабря 1964 г.) — по рассказу «Good Night, Mr. James» (1951)
- 1969 — сериал «Out of the Unknown» (Великобритания)
  - эпизод «Beach Head» (28 января 1969 г.) — по рассказу «You’ll Never Go Home Again» (1951)
  - эпизод «Target Generation» (18 марта 1969 г.) — по одноимённому рассказу
- 1993 — телеспектакль «Заповедник» (Россия)[9] — по роману «Заповедник гоблинов»
- 1993 — «Аномалия»[10] (Россия) — по роману «Всякая плоть — трава»
- 1999 — «Séta»[11] (Венгрия) — по рассказу «To Walk a City’s Street» (1972)